# Liebe ist für alle da
Liebe ist für alle da (в переводе с нем. — «Любовь для всех») — шестой студийный альбом немецкой метал-группы Rammstein, выпущенный 16 октября 2009 года. Концертный тур в поддержку альбома начался 8 ноября 2009 года. В Германии запретили продажу альбома Rammstein Liebe ist für alle da, и музыканты подали в суд на правительство страны.

## История
Название альбома было окончательно подтверждено 1 сентября 2009 года в промовидео нового сингла «Pussy», а также в последнем интервью с Паулем Ландерсом журналу RockOne.
Сведение альбома было закончено в Стокгольме.
В июле 2009 года, заглавный трек, «Liebe ist für alle da», просочился в интернет, вместе с различными промоматериалами.
14 августа 2009 года фотографии, сделанные во время записи альбома, были выложены на официальном сайте Rammstein. В том же месяце название «Freud und Leid» («Радость и Печаль»), появившееся на нескольких веб-сайтах как название нового альбома, было опровергнуто Рихардом Круспе.
8 названий песен было опубликовано 13 августа 2009 года. 19 августа все 11 заголовков треков стали известны.
Рихард Круспе заявил, что «B********» расшифровывается не как «Bastard» («Ублюдок»), а как «Bückstabü», ничего не означающее слово, созданное группой; слушателю предлагается самостоятельно подобрать смысловое значение. Круспе подтвердил это в подкасте Metal Hammer.
Первый сингл из альбома, «Pussy», дополненный песней «Rammlied» был выпущен 18 сентября 2009 в Европе и 19 сентября в США. Сингл сопровождался клипом на песню «Pussy», который является весьма скандальным, а в конце клипа показываются гениталии участников группы, Рихард Круспе в одном из интервью по поводу этого сказал: «без комментариев», в целом основная идея клипа это высмеивание немецких идеалов, стереотипов, порноиндустрии и прочего. Однако после выхода «Making of Pussy» стало известно, что в клипе были использованы дублёры.
В интервью Пауль Ландерс сообщил, что треки, не вошедшие в альбом, появятся как дополнения синглам, а также будет выпущено специальное издание альбома с 5 бонусными треками. Он также сказал, что следующим синглом с альбома скорее всего будет «Ich tu dir weh».
Продолжая эпатировать общественность, группа заявила о выпуске ограниченного издания альбома, снабженного ящиком с приспособлениями для интимных игр, а также шестью фаллоимитаторами, якобы соответствующими реальным размерам гениталий участников группы, наручниками и смазкой.
12 октября 2009 года, за четыре дня до выхода в Европе, альбом был выложен в Интернет. На момент выхода альбома песен оказалось гораздо больше одиннадцати. Поэтому пять дополнительных песен вошли во второй диск.
Группа подверглась критике со стороны государственного комитета по контролю СМИ на предмет опасного для молодёжи содержания (нем. Bundesprüfstelle für jugendgefährdende Medien). Этот комитет объявил песню «Ich tu dir weh» восхваляющей насилие и садомазохизм. Кроме того, одна из фотографий внутри буклета изображает Рихарда, готового ударить обнажённую женщину, что также рассматривается комитетом как неприемлемое для распространения среди молодёжи оформление диска. 16 ноября группа выпустила новую версию диска без запрещённой песни и фотографии. 5 апреля 2016 года группа потребовала через суд компенсацию 66 тыс. евро за внесение альбома Liebe ist für alle da в запретительный список Германии. Федеративный суд Кёльна постановил, что таким образом ограничивается право музыкантов на самовыражение, гарантированное конституцией Германии, и запрет был снят. Однако, пока он был в силе, музыкантам пришлось частично уничтожить, частично держать на складе 85 тысяч дисков и понести из-за этого убытки.
21 декабря вышел клип на песню «Ich tu dir weh», премьера которого прошла на сайте visit-x.net. Режиссёром выступил Йонас Акерлунд. 8 февраля 2010 года в Европе и 9 февраля в Америке вышел второй сингл с альбома — «Ich tu dir weh».
23 апреля 2010 года прошла веб-презентация третьего сингла с альбома — «Haifisch».
Композиция «Waidmanns Heil» вошла в саундтрек компьютерной игры Guitar Hero: Warriors of Rock, вышедшей в сентябре 2010 года.

## Утечка демо-записей
Ещё перед выходом альбома некоторые песни с диска были слиты в сеть. Так, например, песня «Liebe ist für alle da» была выложена в интернет в июле 2009, за два месяца до выхода альбома, а 12 октября, за 4 дня до выхода альбома, все 15 песен были выложены в сеть.
В 2012 году неизвестные слили в сеть 30 демо-песен группы, записанных в 2008 году. Все треки находились на разных стадиях готовности, некоторые были с запрограммированными барабанами, другие же почти полностью были закончены. Из 30 демо, слитых в сеть, 21 были украдены с личного почтового ящика Кристиана Лоренца.
| №   | Название                                | Длительность |
| --- | --------------------------------------- | ------------ |
| 1.  | «Donaukinder (Demo)» (Donaukinder)      | 6:51         |
| 2.  | «Legion (Demo)» (Ich tu dir weh)        | 3:22         |
| 3.  | «Augen zu Demo» (Liebe ist für alle da) | 3:22         |
| 4.  | «Mein Land (Demo)» (Mein Land)          | 4:30         |
| 5.  | «Panterra Pussy (Demo)» (Pussy)         | 2:19         |
| 6.  | «Rammlied (Demo)» (Rammlied)            | 4:09         |
| 7.  | «Roter Sand (Demo)» (Roter Sand)        | 4:37         |
| 8.  | «Waldmann (Demo)» (Waidmanns Heil)      | 4:11         |
| 9.  | «Rassmus (Demo)» (Was ich liebe)        | 3:44         |
| 10. | «B******** (Demo)» (B********)          | 4:05         |

## Список композиций
Все тексты написаны Тиллем Линдеманном, вся музыка написана участниками Rammstein.
| №   | Название                | Перевод              | Длительность |
| --- | ----------------------- | -------------------- | ------------ |
| 1.  | «Rammlied»              | Рамм-песня           | 5:19         |
| 2.  | «Ich tu dir weh»        | Я причиняю тебе боль | 5:02         |
| 3.  | «Waidmanns Heil»        | Удачной охоты        | 3:33         |
| 4.  | «Haifisch»              | Акула                | 3:45         |
| 5.  | «B******** (Bückstabü)» | Преклонись           | 4:15         |
| 6.  | «Frühling in Paris»     | Весна в Париже       | 4:45         |
| 7.  | «Wiener Blut»           | Венская кровь        | 3:53         |
| 8.  | «Pussy»                 | Киска                | 4:00         |
| 9.  | «Liebe ist für alle da» | Любовь для всех      | 3:26         |
| 10. | «Mehr»                  | Больше               | 4:09         |
| 11. | «Roter Sand»            | Красный песок        | 3:59         |

| №   | Название                         | Перевод                            | Длительность |
| --- | -------------------------------- | ---------------------------------- | ------------ |
| 12. | «Führe mich»                     | Веди меня                          | 4:33         |
| 13. | «Donaukinder»                    | Дети Дуная                         | 5:18         |
| 14. | «Halt»                           | Стойте                             | 4:21         |
| 15. | «Roter Sand» (Orchester Version) | Красный песок (Оркестровая версия) | 4:06         |
| 16. | «Liese»                          | Лиза                               | 3:56         |

## Содержание песен

### Rammlied
«Рамм-песня» служит вступлением и объявляет начало альбома.
«Тому, кто умеет терпеливо ждать, наградой всегда будет власть
Теперь конец всем ожиданиям, послушайте одно предание».
Здесь подразумевается длинный промежуток до выпуска нового альбома Rammstein, когда слушатели терпеливо ждали нового альбома.

### Ich tu dir weh
Эта песня с жёстким содержанием посвящена отношениям, схожим эмоционально с крайней формой садизма. Текст песни послужил причиной того, что на неё был наложен запрет, а сам альбом позже стал выходить в специальном ограниченном издании.

### Waidmanns Heil
В этой песне говорится об охоте на лань, что можно считать метафорой охоты на женщину.

### B********
Название песни расшифровывается как «Bückstabü». Это слово придумано самой группой и никак не переводится на русский язык. В одном из интервью журналу Metal Hammer Рихард Круспе объяснил, что название песни каждый человек поймёт как он сам захочет.

### Wiener Blut
Название песни переводится как «Венская кровь». Текст песни «Wiener Blut» был основан на реальной истории Йозефа Фритцля — австрийского инженера-электрика из города Амштеттен, Австрия. В апреле 2008 Йозеф был арестован по обвинению в принудительном содержании взаперти своей младшей дочери Элизабет Фритцль, которую он держал в подземном звуконепроницаемом бункере в подвале собственного дома с 1984 года. При этом она подвергалась бытовому насилию со стороны отца с 1977 года. Постепенно их отношения стали носить сексуальный характер — инцест, в результате которого Элизабет родила 7 детей.

### Führe mich
В этой песне поётся о человеке, страдающем раздвоением личности и являющимся потенциально опасным для общества. Песня входит в саундтрек фильма Ларса фон Триера «Нимфоманка».

### Donaukinder
Песня посвящена экологической катастрофе в Бая-Маре 30 января 2000 года, когда на заводе румыно-австралийской компании «Аурул» произошёл выброс в Дунай более 100 тыс. кубометров воды, загрязнённой соединениями тяжёлых металлов. Тогда было выловлено более 100 тонн дохлой рыбы, а катастрофу окрестили «вторым Чернобылем».

## Mein Land и Gib mir deine Augen
Песня «Mein Land» записывалась для этого альбома, но поскольку была ещё недоработанной, не вошла в него. Однако группа выпустила эту песню позже 11 ноября 2011 на одноимённом сингле и 2 декабря 2011 в сборнике лучших песен Made in Germany 1995–2011. Также 11 июня 2011 года в сети появилась недоработанная демозапись этой песни, a 23 мая 2011 года на эту песню был снят клип, премьера которого состоялась 11 ноября 2011 года. Этот трек группа исполняла лишь дважды на закрытых концертах в Берлине в 2011.
Трек «Gib mir deine Augen» тоже записывался для Liebe ist für alle da, и он также оказался недоработанным. 20 октября 2011 года в интернете появилась эта демоверсия в плохом качестве. Трек «Gib mir deine Augen» вышел в свет на сингле «Mein Herz Brennt», он опирается на другую демо-песню — «Schenk Mir was».

## Сертификации
| Регион | Сертификация | Продажи |
| --- | ------------ | ------- |
| Австрия (IFPI Austria)                                                                                                   | Платиновый   | 20 000* |
| Дания (IFPI Danmark) | Золотой      | 15 000^ |
| Финляндия (Musiikkituottajat)                                                                                            | Платиновый   | 24,843  |
| Франция (SNEP) | Золотой      | 50 000* |
| Германия (BVMI) | 7× Золотой   | 700 000 |
| Польша (ZPAV) | Золотой      | 10 000* |
| Швейцария (IFPI Switzerland)                                                                                             | Платиновый   | 30 000^ |
| * Данные о продажах приведены только на основе сертификации. ^ Данные о тиражах приведены только на основе сертификации. |              |         |

## Участники записи
- Тилль Линдеманн — вокал, тексты песен
- Рихард Круспе — соло-гитара, клавишные, бэк-вокал
- Пауль Ландерс — ритм-гитара, бэк-вокал
- Оливер Ридель — бас-гитара
- Кристоф Шнайдер — ударные
- Кристиан Лоренц — клавишные, синтезатор, семплы